# Gustav Alvermann
Gustav Alvermann (9 de outubro de 1897 - 7 de junho de 1942) foi um oficial alemão que serviu na  durante a Segunda Guerra Mundial. Foi condecorado com a Cruz de Cavaleiro da Cruz de Ferro.

## História
Gustav Alvermann entrou para as forças armadas no dia 15 de março de 1916 no Infanterie-Regiment 19, no então Exército da Prússia, sendo já no último ano da guerra promovido para Leutnant der Reserve enquanto atuava na Frente Oriental.
No dia 18 de agosto de 1939 entrou para o Infanterie-Regiment 47 onde assumiu o comando da 10ª Companhia, tendo entrado na Segunda Guerra Mundial estando no comando desta unidade.
A sua unidade participou de operações aéreas para entrar na Holanda, onde tinha o objetivo de realizar o salto e tomar áreas de pouso para a Luftwaffe. Foi deslocado para esta operação o III. Batalhão, estando sem a 11ª Companhia, participando assim da primeira onda (em alemão: 1. Welle).
Por parte da Luftwaffe, foram deslocados para esta missão a 6ª Companhia do Fallschirm-Jäger-Regiments 2, estando entre estes os oficiais do Stab, de comunicação e tropas de reconhecimento, que foram colocados sob o comando de Alvermann.
Logo após o salto da unidade de Alvermann deveriam chegar os reforços por parte de aeronaves Ju 52, mas estas permaneceram em solo devido a lama que havia se formado no aeroporto improvisado que estavam, impossibilitando a chegada do II. Batalhão para o local.
Permaneceram pelos próximos 5 dias lutando para proteger a área recém tomada, estando a unidade de Alvermann com muitos soldados feridos e outros mortos. Pela bravura demonstrada em combate e pela sua liderança que fizeram com que assegurassem o ponto estratégico, Gustav Alvermann foi condecorado no dia 26 de maio de 1940 com a Cruz de Cavaleiro da Cruz de Ferro, sendo um dos primeiros soldados a ser condecorado com esta que era a maior condecoração militar da Alemanha Nazi, sendo promovido para a patente de Major no mesmo dia.
Permaneceu no comando da 10ª Companhia até a chegada na Frente Oriental onde assumiu o comando do I. Batalhão da 22ª Divisão de Infantaria. A divisão foi duramente atacada na cidade de Krim, sendo Alvermann gravemente ferido em combate no dia 7 de julho de 1942, e devido a gravidade dos ferimentos não resistiu e acabou morrendo.

## Carreira

### Patentes
| 27 de abril de 1918    | Leutnant d. R.                      |
| 31 de outubro de 1938  | Oberleutnant d. R.                  |
| 15 de setembro de 1939 | Hauptmann d. R.                     |
| 15 de outubro de 1940  | Major d. R.                         |
| 10 de julho de 1943    | Oberstleutnant d. R. (postumamente) |

### Condecorações
| 19 de julho de 1918 | Cruz de Ferro 2ª Classe 1914       |
| 19 de maio de 1940  | Cruz de Ferro 1ª Classe 1939       |
| 17 de maio de 1940  | Broche da Cruz de Ferro 2ª Classe  |
| 26 de maio de 1940  | Cruz de Cavaleiro da Cruz de Ferro |
|                     | Ehrenkreuz für Frontkämpfer        |